# Epeus
Genre
Synonymes
- Evenus Simon, 1877 nec Hübner, 1819
- Taupoa Peckham & Peckham, 1907

Epeus est un genre d'araignées aranéomorphes de la famille des Salticidae.

## Distribution
Les espèces de ce genre se rencontrent en Asie du Sud-Est, en Asie de l'Est et en Asie du Sud.

## Description

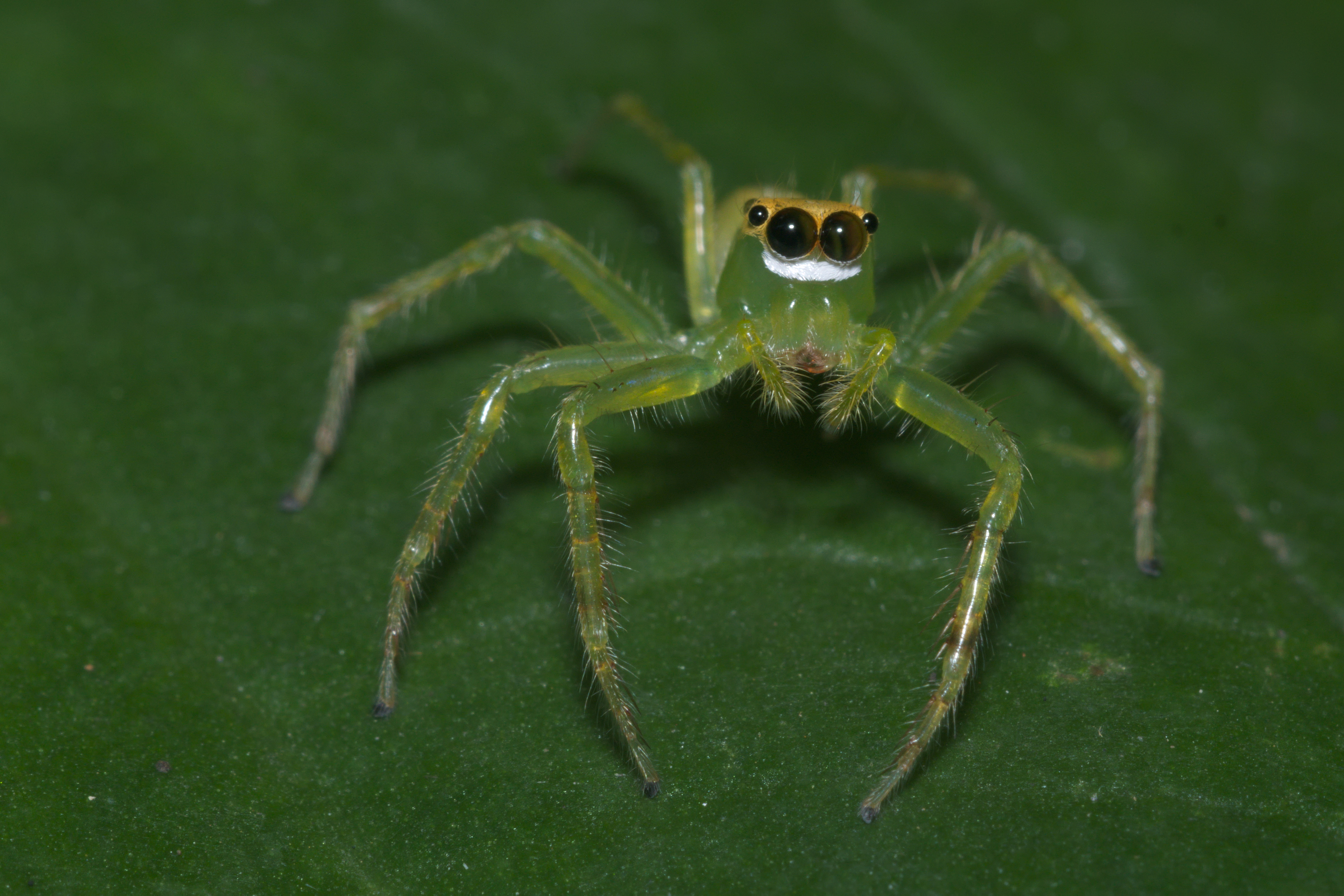
Epeus

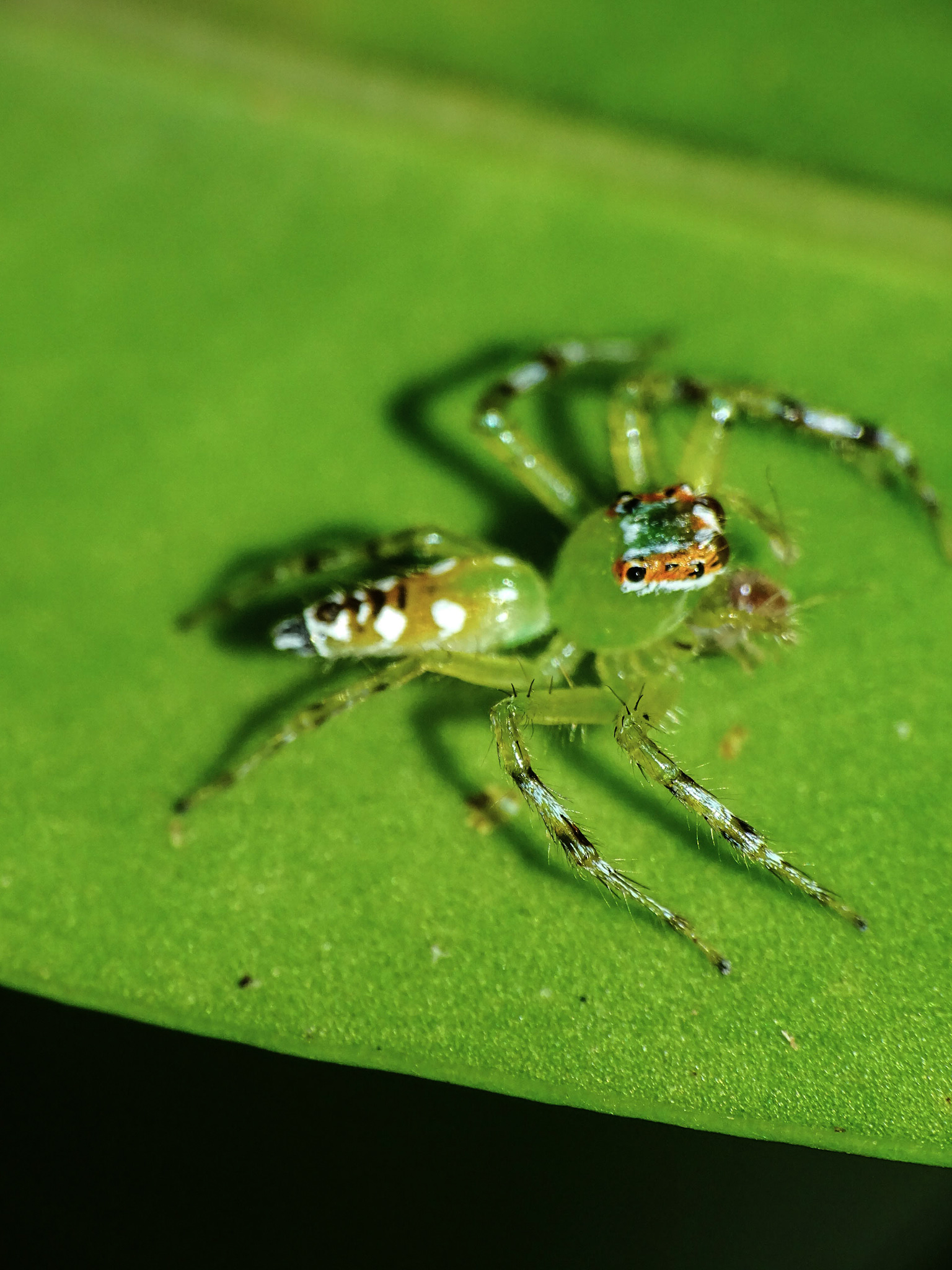
Epeus

L'aspect externe des mâles du genre est assez remarquable avec un peigne conique proéminent de soies dressées sur une base semi-circulaire placée sur la moitié postérieure du champ oculaire. 
Le cymbium, étroit et long, est élargi postérieurement avec l'extrémité rétro-latérale postérieure rétrécie en pointe et s'articule avec l'apophyse tibiale. 
La coloration des femelles du genre est assez similaire avec deux stries abdominales jaunes sur fond vert. 
L'épigyne d'Epeus présente une dépression ovale antérieure et des conduits copulatoires à nombreuses spires apparaissant translucides au travers du tégument.
Le genre Epeus est assez similaire au genre Plexippoides.

## Liste des espèces
Selon World Spider Catalog (version 26, 25/05/2025) :
- Epeus alboguttatus (Thorell, 1887)
- Epeus albus Prószyński, 1992
- Epeus bicuspidatus (Song, Gu & Chen, 1988)
- Epeus covid Lin & Li, 2023
- Epeus daiqini Patoleta, Gardzińska & Żabka, 2020
- Epeus dilucidus (Próchniewicz, 1990)
- Epeus edwardsi Barrion & Litsinger, 1995
- Epeus exdomus Jastrzebski, 2010
- Epeus flavobilineatus (Doleschall, 1859)
- Epeus furcatus Zhang, Song & Li, 2003
- Epeus glorius Żabka, 1985
- Epeus guangxi Peng & Li, 2002
- Epeus hawigalboguttatus Barrion & Litsinger, 1995
- Epeus mirus (G. W. Peckham & E. G. Peckham, 1907)
- Epeus pallidus Patoleta, Gardzińska & Żabka, 2020
- Epeus pengi Wang, Mi & Li, 2024
- Epeus phamtri Tam & Hill, 2025
- Epeus sumatranus Prószyński & Deeleman-Reinhold, 2012
- Epeus szirakii Patoleta, Gardzińska & Żabka, 2020

## Systématique et taxinomie
Evenus Simon, 1877, préoccupé par Evenus Hübner, 1819, a été remplacé par Epeus par Peckham et Peckham en 1886. Il est placé en synonymie avec Viciria par Simon en 1903. Il est relevé de synonymie  par Prószyński en 1984.
Taupoa a été placé en synonymie par Prószyński en 1984.

## Publications originales
- Peckham & Peckham, 1886 : « Genera of the family Attidae: with a partial synonymy. » Transactions of the Wisconsin Academy of Sciences, Arts, and Letters, vol. 6, p. 255-342 (texte intégral).
- Simon, 1877 : « Études arachnologiques. 5e Mémoire. IX. Arachnides recueillis aux îles Philippines par MM. G. A. Baer et Laglaise. » Annales de la Société Entomologique de France, sér. 5, vol. 7, p. 53-96 (texte intégral).